# توماس ياماموتو
توماس ياماموتو (بالإنجليزية: Thomas Yamamoto)‏ هو فنان أمريكي، ولد في 20 أغسطس 1917، وتوفي في 19 ديسمبر 2004.